# François Bonvin
François Bonvin werd geboren op 22 november 1817 in Vaugirard. Hij was een Franse schilder en graveur .

## Biografie
Bonvin kende een ongelukkige en arme jeugd. Hij leerde tekenen tijdens de gratis cursussen van de gemeentelijke tekenschool in Parijs. Om zijn levensonderhoud te voorzien, werd hij letterzetter in een drukkerij en later werknemer op het politiebureau . In zijn vrije tijd bezocht hij musea, waaronder het Louvre, waar hij de Vlaamse en Hollandse meesters bestudeerde. 's Avonds volgde hij lessen aan het atelier des Gobelins en aan de Académie Suisse .
Vanaf 1848 specialiseerde hij zich in landschapsschilderkunst. Hij stuurde drie schilderijen in voor de Salon van 1849, waarvoor hij een bronzen medaille ontving. Dit succes, dat hem een officiële opdracht opleverde, overtuigde hem ervan zich uitsluitend aan de schilderkunst te wijden. Zijn werken werden goed ontvangen op de Salon en door het publiek. In 1863 nam hij deel aan de Salon des Refusés samen met zijn vriend Gustave Courbet. Hij maakte talrijke reizen naar Vlaanderen en Holland, het land van zijn favoriete schilders.
Zijn broer, Léon Bonvin junior, was eveneens schilder en ontwerper. In februari 1866 pleegde hij zelfmoord in het bos van Meudon, uit wanhoop over zijn armoede en de moeilijkheden om zijn tekeningen te verkopen.   Deze zelfmoord wordt beschreven in La rue door Jules Vallès.
In 1870 werd Bonvin benoemd tot Ridder in het Legioen van Eer. Hij was lid van de federale commissie van de Fédération des artistes, opgericht op 13 april 1871 op initiatief van de beeldhouwer Hippolyte Moulin, de schilder Gustave Courbet en de textielontwerper Eugène Pottier. Samen met bijna 400 kunstenaars kwam hij bijeen in het grote amfitheater van de Parijse School voor Geneeskunde om een revolutionair programma aan te nemen. Enkele dagen later werd hij bij een geheime stemming gekozen, met 290 stemmen, verkozen in de federale commissie, die uit 47 leden zou bestaan en waarvan Courbet voorzitter werd. De Commune droeg deze commissie de verantwoordelijkheid over voor het beheer van de artistieke aangelegenheden van het land. In juni 1871 vertrok Bonvin in ballingschap naar Londen. In deze periode publiceerde Alfred Cadart een serie van tien etsen van hem, die zijn laatste gegraveerde werken zouden worden, omdat zijn gezichtsvermogen hem problemen opleverde. 
Bonvin onderging in 1881 een operatie die zijn gezondheid echter niet herstelde. Hij verloor zijn zicht. Zijn vrienden steunden hem door in 1886 een retrospectieve tentoonstelling te organiseren, gevolgd door een benefietverkoop in 1887. Hij stierf op 19 december datzelfde jaar in in Saint-Germain-en-Laye  . Hij werd begraven in het departement Yvelines, op de begraafplaats van Le Pecq. Zijn graf is versierd met zijn bronzen buste  .
François Bonvin wordt beschouwd als een van de beste genre- en stillevenschilders van de 19e eeuw. Zijn weergave van het eenvoudige milieu waaruit hij zelf voortkwam, werd vanaf het einde van de jaren 1860 positief ontvangen. Aanvankelijk werd hij beïnvloed door Vlaamse kunstenaars als Pieter de Hooch, terwijl zijn realistische stijl later doet denken aan de kunst van Chardin .

## Openbare collecties

### Frankrijk
- Autun, Musée Rolin: Le Guitariste (1851)
- Bayeux, musée Baron Gérard: Le Réfectoire.
- Besançon, musée des Beaux-Arts et d'Archéologie: La Lettre de recommandation.
- Chambéry, musée des Beaux-Arts: Petite fille assise.
- Clermont-Ferrand, musée d'Art Roger-Quilliot: Deux brodeuses.
- Dijon:
  - Musée des Beaux-Arts:
    - Les Sonneurs de cor;
    - Nature morte au violon.

  - Musée Magnin: Jeune femme jouant avec son collier, dessin préparatoire.
- Dinan, Musée municipal: La porte du Jerzual.
- Dole, Musée des Beaux-Arts: La Lecture.
- Grenoble, Musée de Grenoble: Le Verre d'eau; plusieurs estampes.
- Lisieux, Musée d'Art et d'Histoire: Le Lapin.
- Mâcon, Musée des Ursulines: Quatre Études de paysages.
- Montauban, Musée Ingres-Bourdelle: Nature morte.
- Montpellier, Musée Fabre: Au Banc des pauvres, La Liseuse.
- Mulhouse, Musée des Beaux-Arts de Mulhouse.
- Niort, Musée Bernard-d'Agesci.
- Orléans, Musée des Beaux-Arts: 
  - Bretonne tournant un moulin à café (1854)
- Paris, Musée d'Orsay:
  - La fontaine en cuivre : intérieur de cuisine (1861) 
  - La Cuisine des Soeurs de Charité (1879) 
  - Femme en jupon bleu et camisole blanche, un bonnet sur la tête (1874) 
  - Femme, debout, un bonnet sur la tête, tenant un bassin (1847) 
  - Vieillard à barbe blanche, assis de trois quarts à gauche sur une pierre (datering onbekend) 
  - Atelier de forgerons (datering onbekend) 
  - Tête d'homme, de trois quarts vers la gauche (1850) 
  - Paysanne assise de trois quarts à gauche, tenant dans ses mains un livre (datering onbekend) 
  - Barque de pêcheur (datering onbekend) 
  - Une paysanne portant une coiffe, un tablier blanc et un panier (1876) 
  - Le pont de Waterloo, à Londres (1871) 
  - Paysan, coiffé d'un bonnet, en manches de chemise, sa veste sur l'épaule (1876) 
  - LaTamise à Gravesend (1871) 
  - Nature morte au plâtre (1863) 
  - Nature morte au plâtre (1863) 
  - La Classe enfantine ou l'école des orphelines (1850) 
  - Tête de femme, de profil vers la gauche (1874) 
  - Le Réfectoire (1872) 
  - Station de chemin de fer aux environs d'Amsterdam (1873) 
  - Ave Maria, intérieur du couvent d'Aramont (1870) 
  - Nature morte au brie (1863) 
  - Nature morte au canard (1863) 
  - Nature morte au lièvre (1863) 
  - La jetée à Gravesend (1871) 
  - Port-Marly (1872)
- Reims, Musée des beaux-arts
  - L'écureuse (1873)
- Roanne, Musée des Beaux-Arts et d'Archéologie Joseph-Déchelette: Zouave mangeant sa soupe, .
- Romans-sur-Isère, Musée international de la Chaussure: Les Souliers d'un réserviste.
- Rouen, Musée des Beaux-Arts: Nature morte: deux pots en terre vernissée
- Toulouse, Musée des Augustins: Les Forgerons, souvenir du Tréport.
- Troyes, musée d'Art moderne:
  - Femme à la tapisserie;
  - La Cheminée.

### Nederland
- Otterlo, Kröller-Müller Museum: 
  - Nature morte: pots et chapeaux, 1885. 
  - Nature morte à la bouilloire de cuivre, 1879.
  - Nature morte au livre et aux lunettes, 1872.
  - Nature morte aux huîtres et au citron, 1858.
  - Nature morte au port d'étain, 1879. 
  - Nature morte aux asperges, 1867. 
  - Nature morte aux cerises, 1882. 
  - Nature morte au panier de prunes, 1858. 
  - Joueur de mandoline, 1861. 
  - Attirail du graveur, 1871. 
  - Sortie de cave, c. 1868.
- Rotterdam, Museum Boijmans Van Beuningen: 
  - Stilleven met koperen ketel (1883) (bruikleen Stichting Willem van der Vorm).
  - De graveur (1887) 
  - Interieur met vrouw met een lantaarn bij een tafel (1864)
- Amsterdam, Van Gogh Museum:
  - Stilleven met tekengerei (1879)

- Amsterdam, Rijkmuseum Amsterdam: 
  - Stilleven met een mandje aardbeien, een metalen beker met lepel en een fles (1871) 
  - Stilleven met vier vruchten, glas en aardewerk (1827 - 1887) 
  - Vrouw aan de piano, op de rug gezien (1860) 
  - Stilleven van een inktpotje met een veer (1878) 
  - Etser bij lamplicht (meerdere versies) (1861) 
  - Stilleven met etsinstrumenten (1861) 
  - Stilleven met gevogelte (1827-1887) 
  - Gezicht op een haven in Bords de Rance (1874) 
  - Gezicht op de haven van Rance (meerdere versies) (1873) 
  - Dienstmeid in een deuropening (1874-1887) 
  - Bretonse spinster (1861) 
  - Dorpstraat met drie figuren (1861) 
  - Wevende vrouw aan een weefgetouw (meerdere versies) (1861) 
  - Zittende jongen met een kom soep (1861) 
  - Bretonse spinster (1888) 
  - Gitaarspeler op een stoel (meerdere versies) (1861) 
  - Kind op een stoel met een appel (1871) 
  - Gezicht op de Porte de St. Malo te Dinan (1871)

## Tentoonstellingen
- 1886: retrospectieve tentoonstelling.
- 1887: verkoop die door zijn vrienden voor hem georganiseerd werd.

Werken van François Bonvin
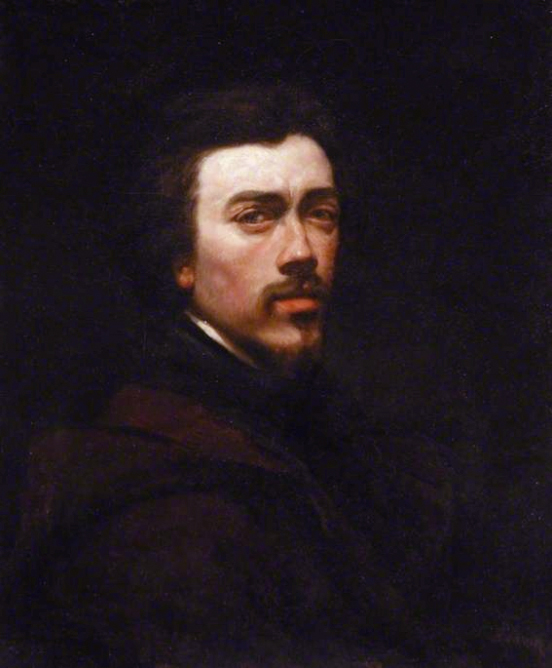
Zelfportret (1847), Barnard Castle, Bowes Museum .
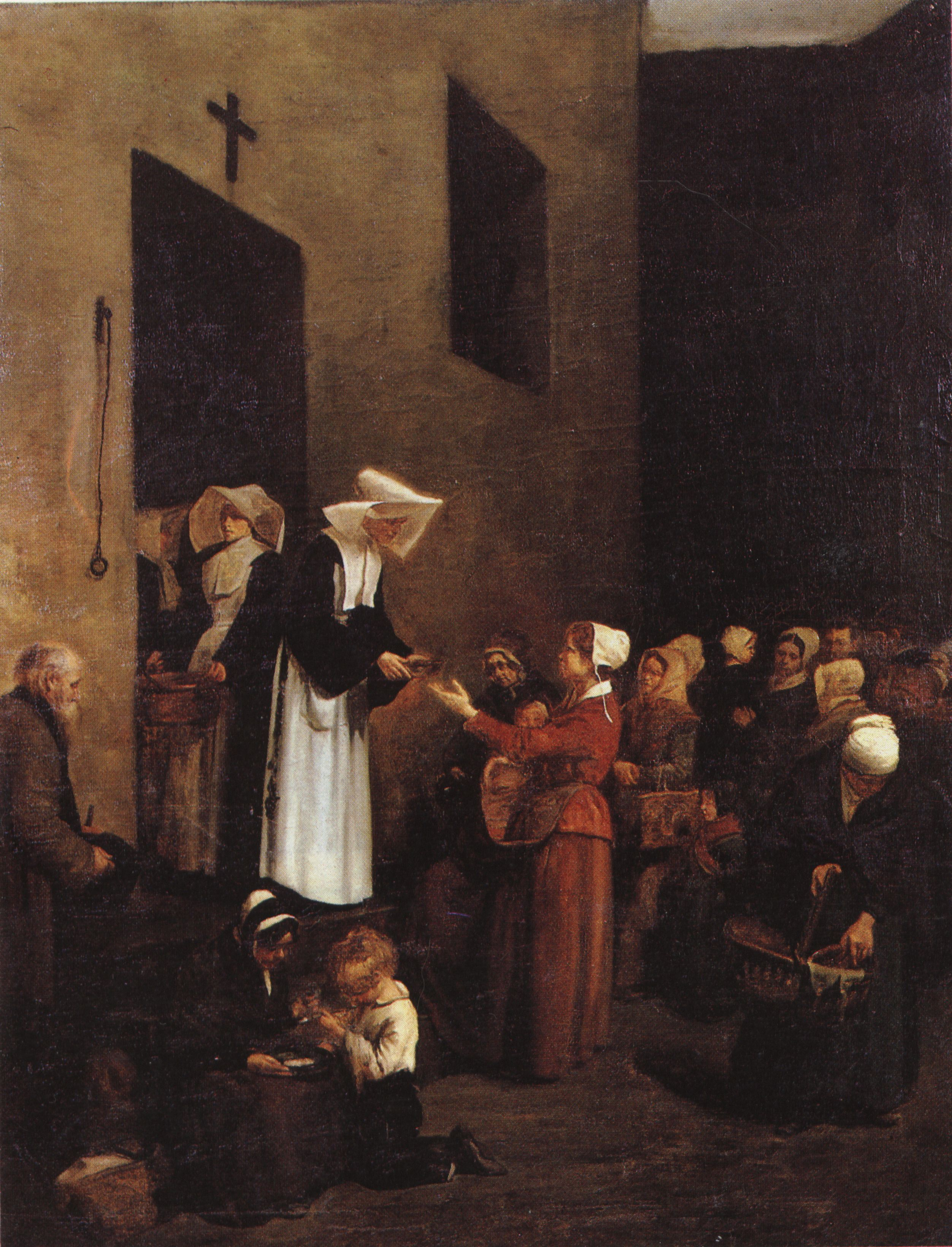
Liefdadigheid (1851), Niort, Bernard-d'Agesci museum .
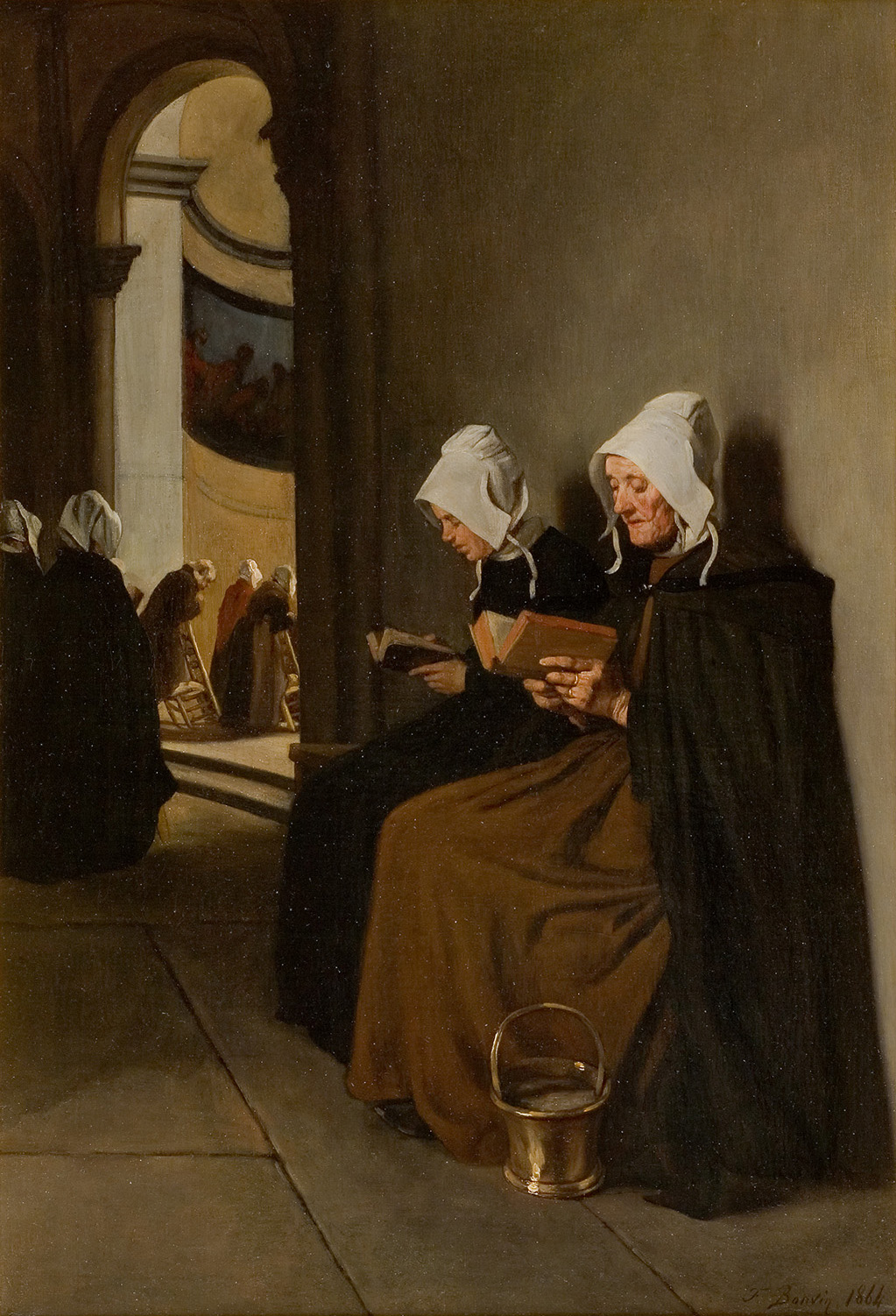
Bij de armenbank (1864), Montpellier, Fabre museum .
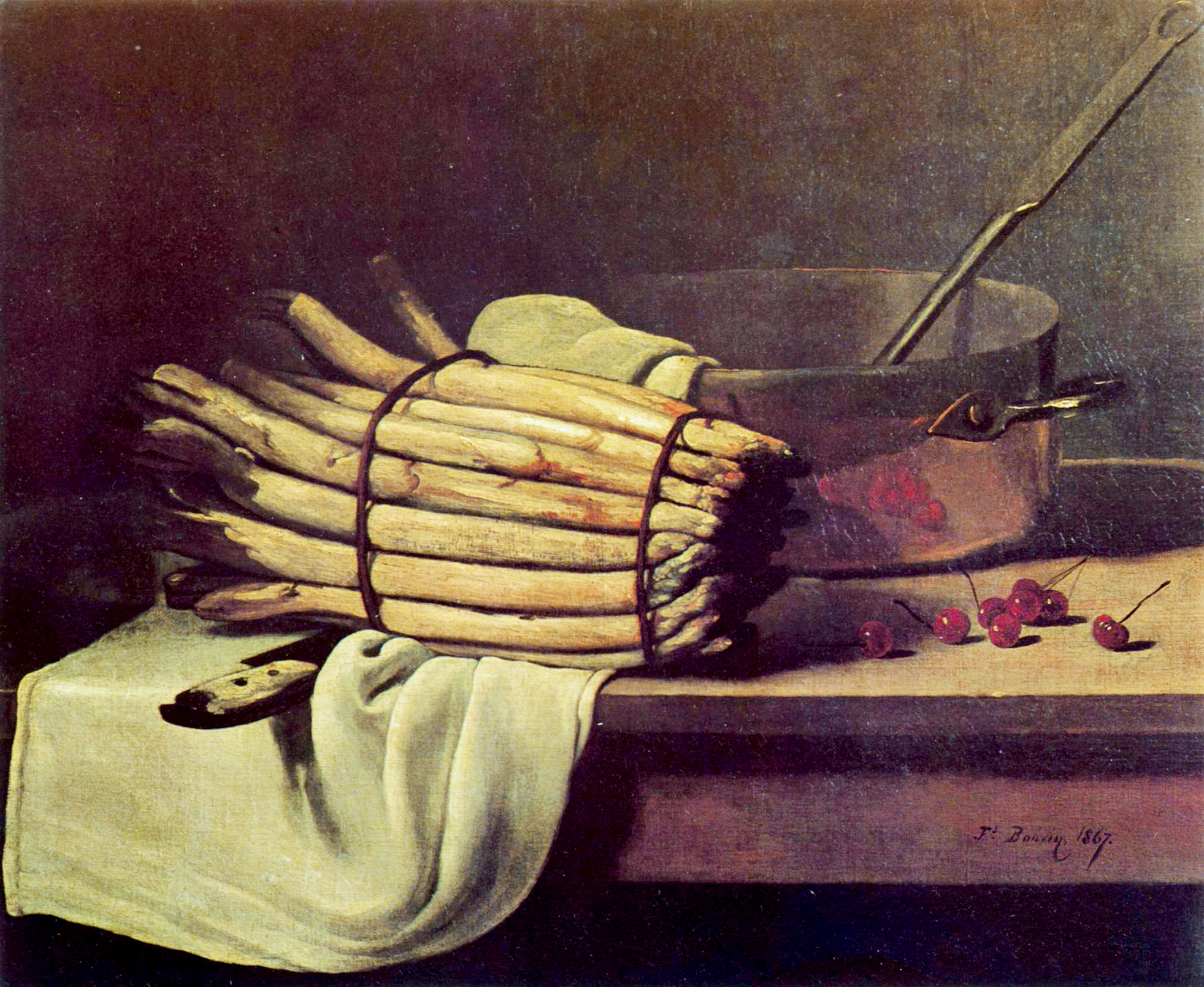
Stilleven met asperges (1867), Otterlo, Kröller-Müller Museum .
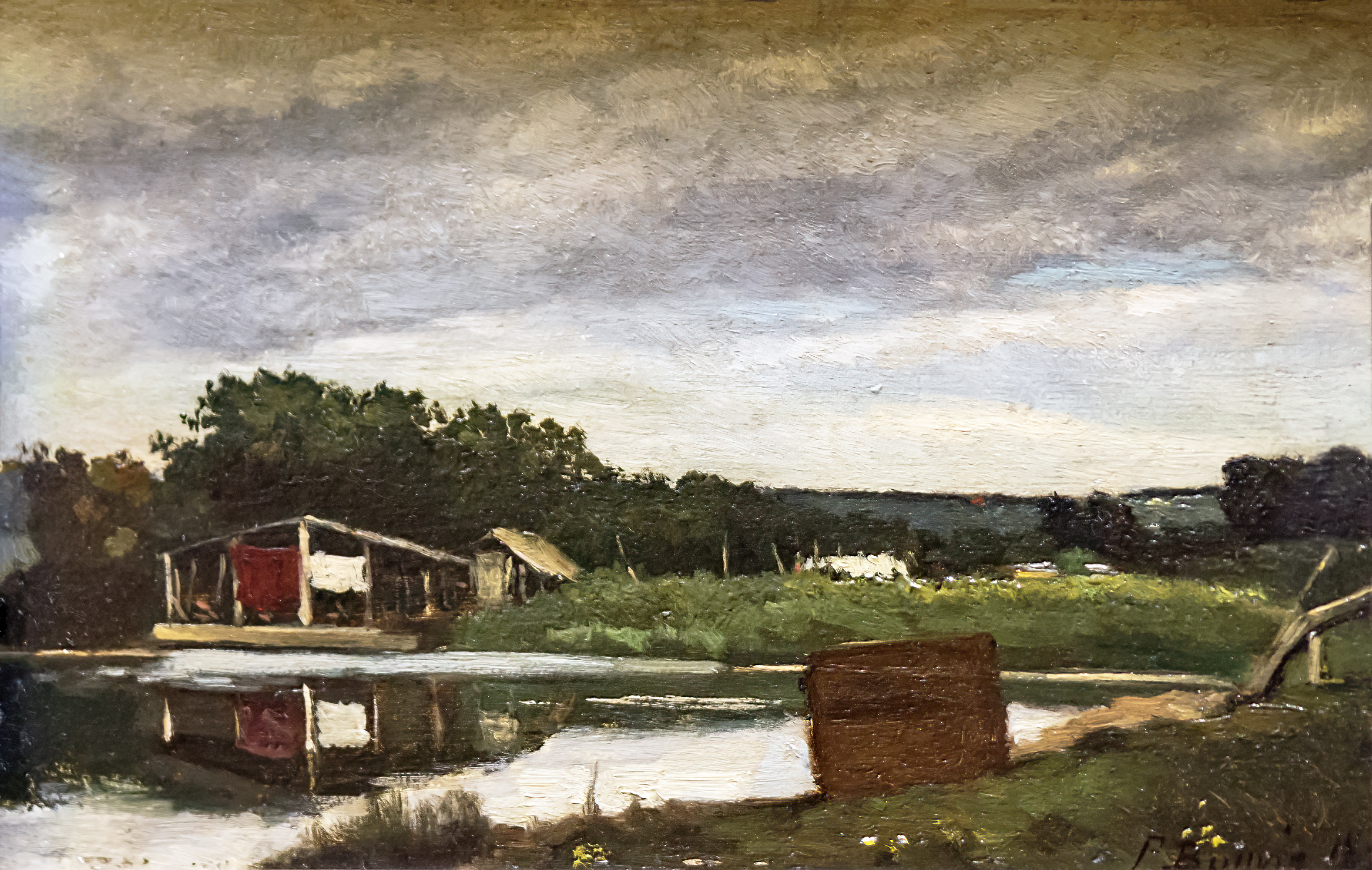
Port-Marly of Kleine Vijver (1872), Musée d'Orsay .
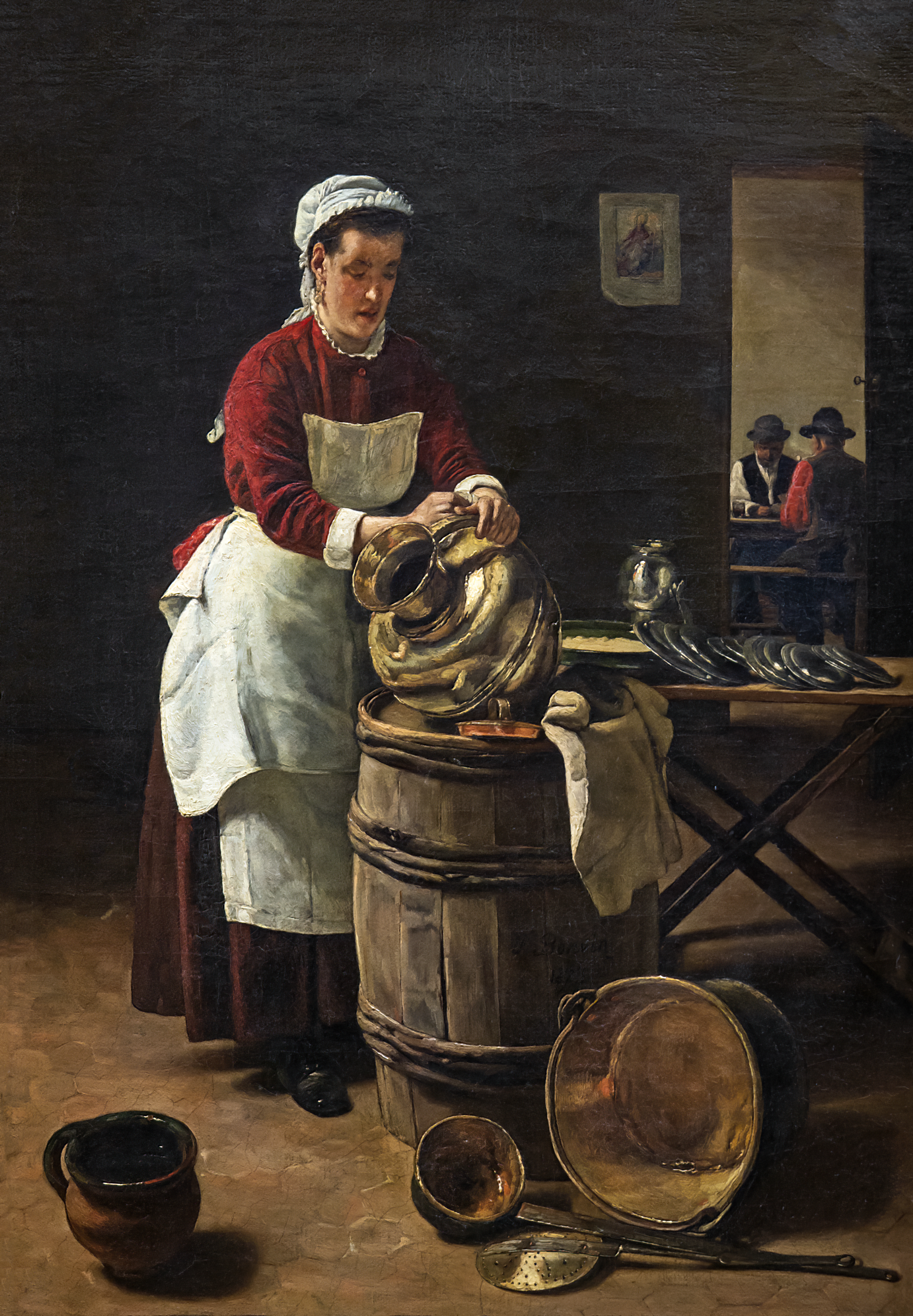
De eekhoorn (Louise Köhler), Museum voor Schone Kunsten van Reims
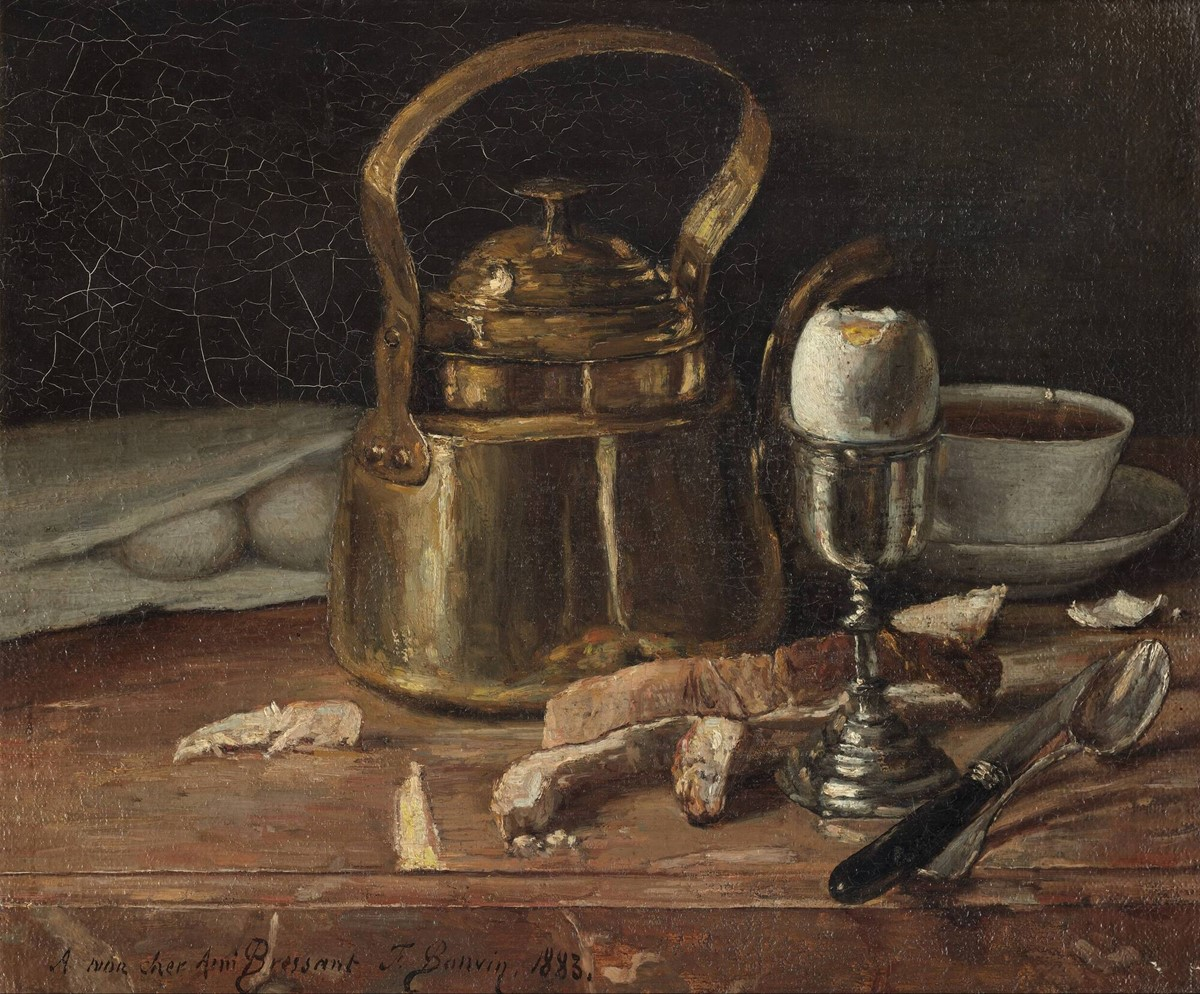
Stilleven met ketel (opgedragen aan Prosper Bressant, 1883), Rotterdam, Museum Boijmans Van Beuningen .
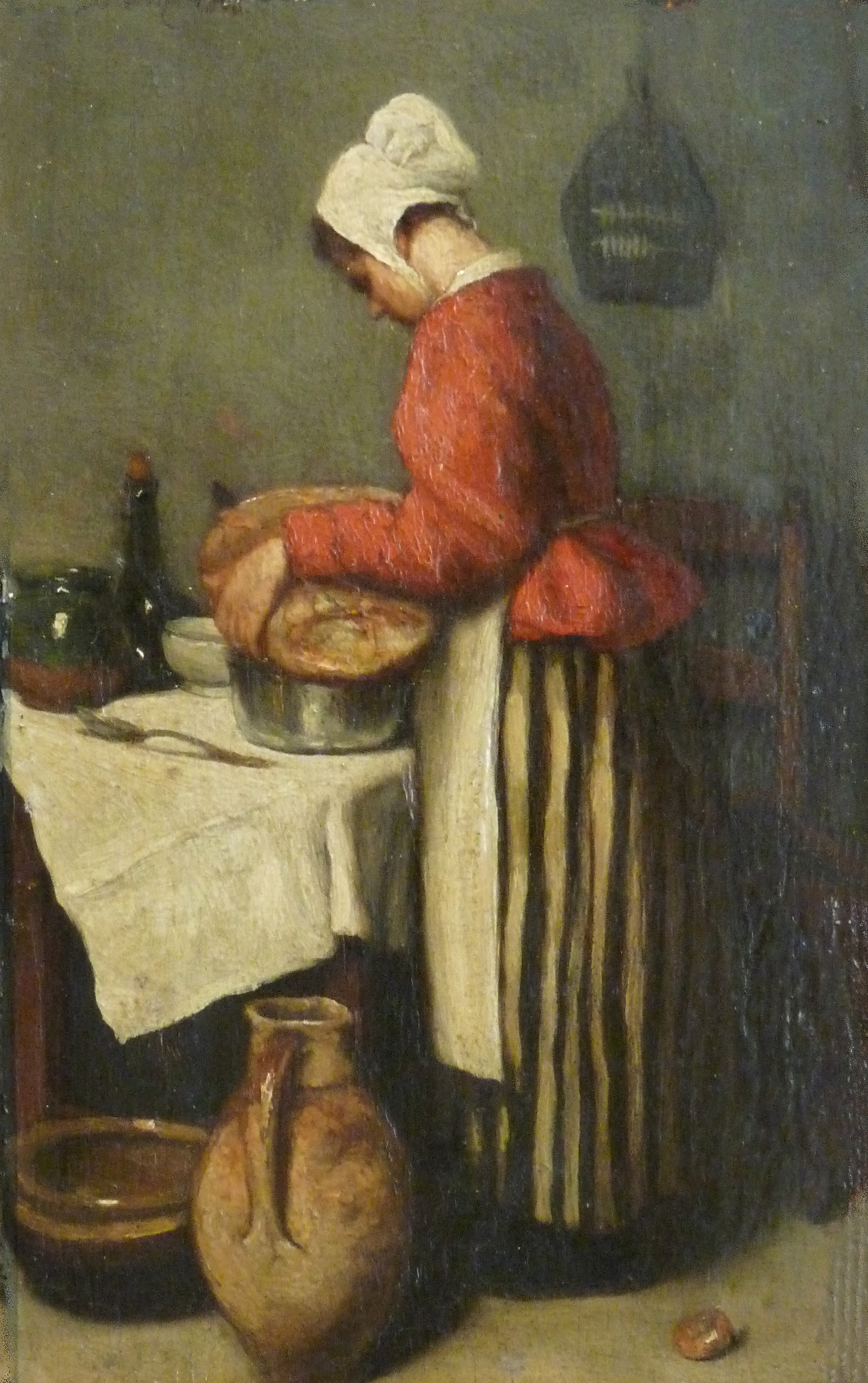
De Soepmaker (circa 1886), Museum voor Schone Kunsten, Mulhouse .

## Eerbetonen
- Een straat in het 15e arrondissement district van Parijs draagt zijn naam, rue François-Bonvin .
- Ook in Saint-Germain-en-Laye draagt een straat zijn naam.